# Alicia (Zamboanga Sibugay)
Alicia ist eine philippinische Stadtgemeinde in der Provinz Zamboanga Sibugay. Sie hat 36.013 Einwohner (Zensus 1. August 2015).

## Baranggays
Alicia ist politisch in 27 Baranggays unterteilt.
| - Alegria - Bagong Buhay - Bella - Calades - Concepcion - Dawa-dawa - Gulayon - Ilisan - Kapatagan - Kauswagan - Kawayan - La Paz - Lambuyogan - Lapirawan | - Litayon - Lutiman - Milagrosa (Baluno) - Naga-naga - Pandan-pandan - Payongan - Poblacion, Alicia - Santa Maria - Santo Niño - Talaptap - Tampalan - Tandiong Muslim - Timbang-timbang |